# Ілючек Юрій Сергійович

Юрій Ілючек бере інтерв'ю у Віталія Кличка

Ю́рій Сергі́йович Ілючек (нар. 15 вересня 1968, Кіровоград) — український спортивний журналіст. Закінчив у 1989 році з червоним дипломом історичний факультет Кіровоградського державного педагогічного інституту ім.А.С.Пушкіна. Провідний журналіст газети «Спортревю», «Україна-Центр». Головний редактор газети «Спортревю New» (2014—2016). Спортивний оглядач Центральноукраїнського бюро новин (CBN). Коментатор ФК «Зірка» та баскетбольних матчів БК "Єлисавет-Баскет", БК «Золотий Вік» та БК «Кропивницький». Працював у якості акредитованого журналіста на чотирьох Олімпійських іграх, юнацькій літній Олімпіаді, чемпіонатах світу, Європи та багатьох всеукраїнських та міжнародних змаганнях.

## Життєпис
З 1996 по 2000 роки працював спортивним оглядачем і коментатором на кіровоградському каналі «TV-Центр». З 2001 по 2014 роки спортивний оглядач всеукраїнського щотижневика "Україна-Центр" та журналіст газети "Спортревю"
У 2007 році був визнаним найкращим спортивним журналістом України за підсумками конкурсу НОК України «Україна олімпійська».
У 2016 році обраний одним із 17 спортивних журналістів всієї України, які висвітлювали події XXXI Літніх Олімпійських ігор у Ріо-де-Жанейро. У 2018 році, як акредитований журналіст, працював на зимових Олімпійських іграх у Пхьончхані та III літніх юнацьких Олімпійських іграх у Буенос-Айресі. У 2019 році висвітлював події II Європейських ігор у Мінську та жіночого Євробаскету-2019 в Латвії та Сербії.
1 грудня 2016 року Указом Президента України № 533/2016 присвоєно почесне звання Заслужений журналіст України.
18 грудня 2013 року нагороджений вищою нагородою НСЖУ — «Золотою медаллю української журналістики».
У 2014 році отримав нагороду Асоціації спортивних журналістів України «За вірність спортивній журналістиці».
У 2015—2017 роках газета «Спортревю New», яку очолював Юрій Ілючек як головний редактор, тричі поспіль визнавалася найкращою спортивною газетою року в Україні за підсумками традиційного конкурсу НОК України «Україна олімпійська».
У 2015 році Асоціація спортивних журналістів України визнала «Спортревю New» найкращою спортивною газетою в Україні. У грудні 2015 року нагороджений Почесною відзнакою з нагоди 20-річчя Кіровоградської обласної федерації футболу.
За підсумками конкурсів НОК України та АСЖУ 2016 року отримав нагороди в номінаціях «За найкраще висвітлення Олімпіади 2016 року в Ріо-де-Жанейро» та «Олімпійська вершина». У 2016 році був нагороджений відзнакою НОК України «За внесок в олімпійський рух».
У 2017 році отримав нагороду АСЖУ — «Золоті пера спортивної журналістики».
У 2018 році став лауреатом обласної журналістської премії «Степовий орел», отримав Вищу нагороду АСЖУ приз імені Ігоря Засєди «За честь і достоїнство в спортивній журналістиці» та приз Кіровоградської обласної федерації футболу «Кращий футбольний журналіст-коментатор Кіровоградської області», який вдруге отримав за підсумками 2019 року.
У 2019 році два сюжети авторської інформаційно-аналітичної телепрограми Юрія Ілючека — SPORT UI, яка щовівторка з лютого 2019 року виходить в ефір телеканалу «Вітер» у Кропивницькому, стали номінантами XV Всеукраїнського конкурсу телевізійних спортивних програм «Світ спорту», де посіли другі місця. Цього ж року вдруге став переможцем Конкурсу НОК України серед спортивних журналістів в номінації «Найкращі журналісти року».
У 2020 році на Церемонії АСЖУ «Найкращі спортивні медіа» отримав Найвищу нагороду АСЖУ — приз імені Ігоря Заседи, а авторська телепрограма Юрія Ілючека SPORT UI отримала нагороду, як найкращий регіональний проєкт.
У 2021 році Юрій Ілючек як акредитований журналіст працював на футбольному Євро-2020 і робив репортажі з матчів збірної України з Амстердама, Бухареста та Рима. У 2022 році висвітлював із Пекіна події на XXIV зимових Олімпійських іграх. У 2023-му працював на ІІІ Європейських іграх у Кракові. У 2024 році висвітлював події на Олімпійських іграх у Парижі